# Terry Verbiest
Jacques Terry Verbiest (Tienen, 17 november 1955 – Edegem, 19 mei 2022) was een Belgisch journalist, ondernemer en radio- en televisiepresentator.

## Biografie
Na zijn studies communicatiewetenschappen aan de KU Leuven ging Verbiest aan de slag als distributieverantwoordelijke bij de VUM. Hij was vier jaar journalist bij de nieuwsdienst van de BRT. In 1989 werd hij bij VTM de assistent van hoofdredacteur Jan Schodts. Hij was de eerste presentator en eindredacteur van het duidingsmagazine Telefacts.
Van 1993 tot 1995 was Verbiest directeur-hoofdredacteur van TV Brussel. Daarna ging hij aan de slag als presentator van het radioprogramma Het Vrije Westen op Radio 1, samen met Geertje De Ceuleneer. Vervolgens werd hij directeur informatie bij VT4. Op die zender presenteerde hij van 1996 tot 2001 het programma Spoorloos, dat over de hele wereld bloedverwanten opspoorde die elkaar uit het oog verloren of elkaar zelfs nog nooit hadden gezien. In 2001 werd hij hoofdredacteur van het nieuwe Vlaamse weekblad Bonanza van Woestijnvis. Daarna presenteerde hij Aan tafel, een praatprogramma van Eén (VRT). In die periode maakte hij ook een aantal uitzendingen voor Spraakmakers op Canvas, waar hij onder meer Dario Fo, Paul Bocuse, Garri Kasparov en Günter Wallraff interviewde. 
Hij was korte tijd in dienst bij staatssecretaris Els Van Weert (Spirit), werkte als eindredacteur van Big Brother bij Endemol en als communicatieverantwoordelijke bij Alfacam en was tussen 2006 en 2012 communicatieverantwoordelijke bij voetbalclub Lierse. In oktober 2007 werd hij parlementair medewerker van Jurgen Verstrepen (Lijst Dedecker). Na Verstrepens slechte score als Antwerps LDD-lijsttrekker van de Vlaamse verkiezingen in 2009 werd Verbiest ontslagen als parlementair medewerker. Hij werkte daarna zelfstandig als media-adviseur en -trainer en als docent voor Kluwer.
Verbiest overleed op 66-jarige leeftijd.

## Trivia
- In 2003 nam hij deel aan het eerste seizoen van De Slimste Mens ter Wereld. Na twee deelnames moest hij de quiz verlaten.

- International Standard Name Identifier: 0000 0003 8860 496X
- Nederlandse Thesaurus van Auteursnamen: 246878215
- Virtual International Authority File: 281796232